# Herbert Baum
Herbert Baum (Moschin, 10 februari 1912 – Berlijn, 11 juni 1942) was een Duitse verzetsstrijder van Joodse afkomst tijdens de Tweede Wereldoorlog.

## Levensloop
Baum verhuisde om jonge leeftijd samen met zijn familie naar Berlijn. Na de middelbare school vond hij werk als elektricien. Rond 1926 was hij actief in verschillende linkse en Joodse jeugdorganisaties. In 1931 sloot Baum zich aan bij Communistisch Jeugdverband in Duitsland (Duits: Kommunistischer Jugendverband Deutschlands).
Na de machtsgreep van de nazi's in 1933 begon Baum samen met zijn vrouw Marianne en het bevriende echtpaar Martin en Sala Kochmann met het organiseren van bijeenkomsten waarover het gevaar van het nazidom werd gesproken. In de loop van de tijd bezochten zo'n honderd mensen deze bijeenkomsten, die meestal bij groepsleden thuis werden gehouden. De meeste bezoekers waren van Joodse afkomst. Uit hun midden koos de groep Baum als voorzitter. Er werden pamfletten  verspreid waarin zij hun afkeer uitten van het nationaalsocialistisch gedachtegoed.
Baum werd in 1940 opgepakt en te werk gesteld in een fabriek van Siemens-Schuckertwerke, de voorloper van Siemens AG. In de fabriek verzamelde Baum een groep Joodse dwangarbeiders om zich heen. De groepsleden doken in 1941 onder in Berlijn voordat ze gedeporteerd konden worden naar een concentratiekamp.
De verzetsgroep stichtte op 18 mei 1942 brand bij de door Joseph Goebbels gelanceerde tentoonstelling Das Sowjetparadies in de Lustgarten in Berlijn. De tentoonstelling droeg een sterk anticommunistisch en antisemitisch karakter droeg. De meeste leden van de groep werden binnen een paar dagen gearresteerd. Baum werd op 22 mei samen met zijn vrouw aangehouden. Hij verloor enkele weken later het leven aan de gevolgen van marteling. Zijn vrouw en zo'n dertig andere groepsleden werden gefusilleerd.

## Nagedachtenis
Er staat een gedenksteen op de Weißensee-begraafplaats, waarop de leden van de Baumgroep worden herdacht. In de buurt van de begraafplaats bevindt zich de  Herbert-Baum-Straße. In 1981 werd in de Lustgarten een monument opgericht op de aanval te herdenken. De Oost-Duitse regering legde vooral de nadruk op Baums betrokkenheid bij het communisme, andere historici hebben er op gewezen dat er groep qua politieke en culturele opvattingen divers van samenstelling was. Zij zien Baum op de eerste plaats als een goed voorbeeld van Joods verzet tegen de nazi's.
- Bibliothèque nationale de France: cb16708552r (data)
- Gemeinsame Normdatei: 118507435
- International Standard Name Identifier: 0000 0000 2140 8970
- Library of Congress Control Number: n79012502
- Nationale Bibliotheek van Israël: 987007462673705171
- Nationale Bibliotheek van Polen: a0000003832633
- Nederlandse Thesaurus van Auteursnamen: 270296557
- Système universitaire de documentation: 10997848X
- Virtual International Authority File: 50016339
- WorldCat: E39PBJbM3phXkWtpcgJr4XPCwC